# Ville libre d'Aix-la-Chapelle
697–1797
Entités suivantes :
- Roer (département)

La ville libre d'Aix-la-Chapelle, était une ville libre d'Empire du Saint-Empire romain germanique de 1306 à 1801.

## Histoire
En 1166, l'empereur Frédéric Ier, empereur du Saint-Empire romain germanique, également connu sous le nom de « Barberousse », confère à Aix-la-Chapelle l'immédiateté impériale et la déclare ville impériale libre, au moyen du privilège de Charlemagne (Karlsprivileg). Aix-la-Chapelle participe à la ligue qui maintint la paix entre la Meuse et le Rhin entre 1351 et 1387. En 1450, une rébellion conduit à l'acceptation par les guildes d'une part du gouvernement local. Au XVIe siècle, Aix-la-Chapelle commence à perdre de son importance et de sa prospérité. Elle était trop proche de la frontière avec le Royaume de France pour être sûre, et trop éloignée du Saint-Empire romain germanique pour être une capitale pratique. En 1562, l'élection impériale et le couronnement de l'empereur romain germanique Maximilien II ont lieu à Francfort, un précédent suivi jusqu'à la fin du Saint-Empire romain germanique. La Réforme protestante sème le trouble à Aix-la-Chapelle. En 1580, le protestantisme prend le dessus ; une mise au ban par l'empereur s'ensuit et est imposée en 1598 par Ernest de Bavière, archevêque-électeur de Cologne. Une rechute religieuse de la ville conduit à une nouvelle interdiction impériale par l'empereur Matthias en 1613, et en 1614 l'armée espagnole d'Ambrogio Spinola force la ville à retourner dans le giron catholique. En 1656, un grand incendie détruit 4 000 maisons. Cette catastrophe parachève la ruine de la cité commencée par la Guerre de Trente Ans.
Aix-la-Chapelle a accueilli plusieurs conférences de paix, celles mettant fin à la Guerre de Dévolution et à la Guerre de Succession d'Autriche. Par le traité d'Aix-la-Chapelle, daté du 2 mai 1668, Louis XIV est contraint, par la Triple-Alliance entre le Royaume d'Angleterre, les Provinces-Unies et le Royaume de Suède, d'abandonner la Guerre de Dévolution contre les Pays-Bas méridionaux. Le traité oblige le roi à restituer le comté de Bourgogne, qu'il avait conquis, et à se contenter de douze fortifications flamandes. Le second traité d'Aix-la-Chapelle (1748), daté du 18 octobre 1748, met fin à la Guerre de Succession d'Autriche. Aux termes du Traité de Campo-Formio, Aix-la-Chapelle est incorporée à la Première République française en tant que chef-lieu du département de la Roer. Plus tard, le Congrès de Vienne donne Aix-la-Chapelle au Royaume de Prusse.